# スティーヴ・レイシー
スティーヴ・レイシー（Steve Lacy、1934年7月23日 - 2004年6月4日）は、アメリカ・ニューヨーク出身のジャズ、フリー・ジャズのソプラノ・サクソフォーン奏者。1971年初頭、公式に「ポスト・フリー」という用語を用いた。

## 来歴
ピアノ、クラリネットを学んでいた。シュリンガー音楽院、マンハッタン音楽院で学んでいたが共に中退。
1955年、セシル・テイラー・カルテットに参加し『ジャズ・アドヴァンス』（1956年）を録音。1957年、ニューポート・ジャズ・フェスティバルに出演した。1958年、セロニアス・モンクが作った曲のみからなるアルバム『リフレクションズ』を録音し、1960年には16週間、セロニアス・モンク・カルテットに加わるかたちでクインテットの一員として活動した。のちの『エピストロフィー』（1969年）、『オンリー・モンク』（1987年）、『モア・モンク』（1991年）もモンクの曲の編曲集となっている。
1972年にフランス・パリに移住した。1975年6月に来日し、アルバム5枚の録音を残している。それらの中で『ザ・ワイヤー』（1977年）には、佐藤允彦（ピアノ）、富樫雅彦（パーカッション）、翠川敬基（チェロ、コントラバス）、池田芳夫（ベース）、吉沢元治（ベース）がスティーヴ・レイシー・セクステットとして参加した。『ディスタント・ヴォイセス』（1976年）は高橋悠治および小杉武久と共同名義の作品である。
1981年に日本で富樫雅彦（ドラム、パーカッション）と『エターナル・デュオ』（1983年）の録音共演。1986年5月以降、埼玉県深谷市の「ホール・エッグ・ファーム」において14回のコンサートを開催した。
1992年、マッカーサー・フェロー（奨学金）を授与された。
2002年に帰米し、ボストンにあるニューイングランド音楽院において教え始めた。2003年8月に癌と診断されたのちも演奏活動を続けたが、2004年6月4日に死去した。69歳没。

## ディスコグラフィ

### リーダー・アルバム
- The Complete Whitey Mitchell Sessions（1956年2月、4月録音）(Lone Hill Jazz) 2004年
- 『ソプラノ・サックス』 - Soprano Sax（1957年11月録音）(Prestige) 1957年
- 『リフレクションズ』 - Reflections（1958年10月録音）(Prestige) 1959年（モンクの曲の編曲集）
- 『ザ・ストレート・ホーン・オブ・スティーヴ・レイシー』 - The Straight Horn of Steve Lacy（1960年11月録音）(Candid) 1961年
- 『エビデンス』 - Evidence（1961年11月録音）(New Jazz/Prestige) 1962年
- ラズウェル・ラッドと共同名義, 『スクールデイズ』 - School Days（1963年3月録音）(Emanem) 1975年
- Disposability（1965年12月録音）(Vik) 1966年
- 『突撃』 - Sortie（1966年2月録音）(GTA/Globe) 1966年
- Zvatsha（1966年録音）（未発表）
- 『森と動物園』 - The Forest and the Zoo（1966年10月録音）(ESP) 1967年（ブエノスアイレスにおけるライブ）
- スティーヴ・レイシー・ギャング名義, 『ロバ』 - Roba（1969年6月録音）(Saravah) 1969年
- 『ムーン』 - Moon（1969年9月録音）(BYG Actuel) 1969年
- 『エピストロフィー』 - Epistrophy（1969年9月録音）(BYG Actuel) 1969年（モンクの曲の編曲集）
- 『ワードレス』 - Wordless（1971年1月録音）(Futura) 1971年
- マル・ウォルドロンと共同名義, 『果てしなき旅』 - Journey Without End（1971年11月録音）(RCA Victor（日本）) 1971年
- 『ラピス（瑠璃）』- Lapis（1971年9月録音）(Saravah) 1971年
- 『エスティリャソス』 - Estilhaços: Live in Lisbon（1972年2月録音）(Guilda Da Música) 1972年
- 『ザ・ギャップ』 - The Gap（1972年5月録音）(America) 1972年
- マル・ウォルドロンと共同名義, Mal Waldron with the Steve Lacy Quintet（1972年5月録音）(America) 1972年
- 『ソロ』 - Solo（1972年8月録音）(Emanem) 1974年
- フランツ・コグルマンと共同名義, Flaps（1973年4月録音）(Pipe) 1973年
- The Crust（1973年7月録音）(Emanem) 1975年
- スティーヴ・レイシー・セクステット名義, 『スクラップス』 - Scraps（1974年2月録音）(Saravah) 1974年
- スティーヴ・レイシー・セクステット名義, Flakes（1974年5月録音）(RCA) 1975年
- Michel Waisvisz、ハン・ベニンク、Maarten van Regteren Altenaと共同名義, Lumps（1974年9月録音）(Instant Composers Pool) 1978年
- 『サクソフォン・スペシャル』 - Saxophone Special（1974年12月録音）(Emanem) 1975年（ロンドンにおけるライブ）
- 『麦わら』 - Straws (strange days) 1975年
- Esteem: Live In Paris, 1975（1975年2月録音）(Atavistic) 2006年（パリにおけるライブ）
- 『ドリームス』 - Dreams（1975年5月録音）(Saravah) 1975年
- 『ストークス「茎」』 - Stalks（1975年6月7日録音）(Nippon Columbia) 1975年
- 『スティーブ・レイシー・ソロ』 - Solo at Mandara（1975年6月8日録音）(半夏舎/ALM) 1975年（吉祥寺「曼荼羅」におけるソロ・ライブ）
- Torments: Solo In Kyoto（1975年6月16日録音）(Morgue/ALM) 1979年（京都「シルクホール」におけるソロ・ライブ）
- スティーヴ・レイシー・セクステット名義, 『ワイヤー』 - The Wire（1975年6月18日録音）(Denon Jazz) 1977年
- 高橋悠治、小杉武久と共同名義, 『ディスタント・ヴォイセス』 - Distant Voices（1975年6月24日録音）(Nippon Columbia) 1976年
- Axieme（1975年9月録音）(Red) 1975年（ソロ・ライブ）
- 『スタッブス』 - Stabs（1975年4月～11月録音）(FMP) 1975年
- アンドレア・チェンタッツォと共同名義,  『クラングス』 - Clangs（1976年2月録音）(Ictus) 1976年
- 『トリックルス』 - Trickles（1976年3月11日、14日録音）(Black Saint) 1976年
- Hooky（1976年3月24日録音）(Emanem) 2000年（モントリオールにおけるソロ・ライブ）
- Crops & The Woe（1973年1月、1976年3月録音）(Quark Records & Books) 1979年
- Snips（1976年5月録音）(Jazz Magnet) 2000年（CD 2枚組）
- ビル・ディクソン、フランツ・コーグルマンと共同名義, Opium for Franz（1973年～1976年8月録音）(Between The Lines) 2001年
- マイケル・ジョゼフ・スミスと共同名義, Sidelines（1976年9月録音）(Improvising Artists) 1977年
- Company 4（1976年11月録音）(Ictus) 1977年（デレク・ベイリーが参加）
- Andrea Centazzo、ケント・カーターと共同名義, Trio Live（1976年12月録音）(Ictus) 1977年（ウーディネにおけるライブ）
- 『ラップス』 - Raps（1977年1月録音）(Adelphi) 1977年
- マル・ウォルドロンと共同名義, 『ワン・アップマンシップ』 - One-Upmanship（1977年2月録音）(Enja) 1977年
- Follies（1977年4月録音）(FMP) 1978年
- Threads（1977年5月録音）(Horo) 1977年
- Clinkers（1977年6月録音）(HatHut) 1978年（バーゼルにおけるソロ・ライブ）
- Catch (Horo) 1977年
- The Owl (Saravah) 1977年
- Shots（1977年10月録音）(Musica) 1977年。のちCD化 (hatOLOGY) 2015年。
- Points（1978年2月録音）(Le Chant Du Monde) 1978年
- Stamps（1977年8月、1978年2月録音）(HarHut) 1979年（CD 2枚組）（スイスのヴィリザウにおけるライヴとパリにおけるライブの組み合わせ）
- The Way（1979年1月録音）(Hat Hut) 1979年
- Eronel (Horo) 1979年
- Troubles（1979年5月録音）(Black Saint) 1979年
- ウォルター・ズバー・アームストロングと共同名義, 『デュエット』 - Duet（1979年10月13日録音）(World Artists) 1979年（アムステルダムにおけるライブ）
  - ウォルター・ズバー・アームストロングと共同名義, Call Notes（1979年10月録音）(World Artists) 1980年
- スティーヴ・ポッツと共同名義, Tips（1979年12月14日録音）(Hat Hut) 1981年。のちCD化 (Corbett vs. Dempsey) 2015年。
- Capers（1979年12月29日録音）(Hat Hut) 1981年（ニューヨーク「サウンドスケープ (Soundscape Presents) 」におけるライブ）
- ブライオン・ガイシンと共同名義, Songs（1981年1月録音）(hat ART) 1981年
- Ballets（1980年12月、1981年4月録音）(Hat Hut) 1982年（1980年12月録音はスイスのポラントリュイにおけるライブ）
- マル・ウォルドロンと共同名義,  Live at Dreher, Paris 1981 (Hat Hut) 2003年（CD 4枚組。下記 3アルバムのコンピレーション）
  - マル・ウォルドロンと共同名義, 『スネーク・アウト』 - Snake-Out（1981年8月録音）(Hat Hut) 1982年
  - マル・ウォルドロンと共同名義, Herbe de l'oubli（1981年8月録音）(Hat Hut) 1983年
  - マル・ウォルドロンと共同名義, Let's Call This（1981年8月録音）(Hat Hut) 1986年
- 富樫雅彦と共同名義, 『エターナル・デュオ』 - Eternal Duo（1981年10月録音）(King/Paddle Wheel) 1983年。のち（CD化）(DIW) 2015年。
- The Flame（1982年1月録音）(Soul Note) 1982年
- ラズウェル・ラッド、ミシャ・メンゲルベルクらと共同名義, Regeneration（1982年6月録音）(Soul Note) 1983年
- Prospectus（1982年11月録音）(hat ART) 1983年（パリにおけるライブ）
- Blinks（1983年2月録音）(hat ART) 1984年（チューリッヒ「ローテ・ファブリック」におけるライブ）
- ミシャ・メンゲルベルク、ハン・ベニンクらと共同名義, Change of Season（1984年7月録音）(Soul Note) 1985年
- アンドレア・チェンタッツォと共同名義, 『タオ』 - Tao（1976年2月、1984年11月録音）(Ictus) 2006年
- Futurities（1984年11月、1985年1月録音）(Hat Hut) 1985年
- ウルリッヒ・グンペルトと共同名義, Deadline（1985年3月録音）(Sound Aspects) 1987年
- The Condor（1985年6月録音）(Soul Note) 1986年
- エヴァン・パーカーと共同名義, Chirps（1985年7月録音）(FMP) 1986年（ベルリンにおけるライブ）
- オンリー・モンク - Only Monk（1985年7月29日～31日録音）(Soul Note) 1987年（モンクの曲の編曲集）
- Steve Lacy Solo（1985年12月録音）(In Situ) 1991年（パリにおけるソロ・ライブ）
- マル・ウォルドロンと共同名義, Sempre Amore（1986年2月17日録音）(Soul Note) 1987年
- 『モーニング・ジョイ』 - Morning Joy（1986年2月19日録音）(hat ART) 1990年（ライブ）
- Outings（1986年4月、6月録音）(Ismez) 1986年
- 『ホーカス・ポーカス』 - Hocus-Pocus (Les Disques Du Crépuscule) 1986年
- 『ソロ』 - Solo（1986年5月22日録音）(Egg Farm) 1986年（深谷市「ホール・エッグ・ファーム」におけるソロ・ライブ。LP 99部限定版。）
- 『ザ・キッス』 - The Kiss（1986年5月24日録音）(Lunatic) 1987年（「広島市東区民文化センター」におけるライブ）
- One Fell Swoop（1986年6月録音）(Silkheart) 1987年
- The Gleam（1986年7月録音）(Silkheart) 1987年
- スティーヴ・ポッツと共同名義, Flim-Flam（1986年12録音）(hat ART) 1991年
- ミシャ・メンゲルベルク、ハン・ベニンク、ジョージ・ルイス、エルンスト・レイスグルと共同名義, Dutch Masters（1987年3月録音）(Soul Note) 1992年
- サブロト・ロイ・チョードゥリーと共同名義, Explorations（1987年4月録音）(Jazzpoint) 1987年
- Momentum（1987年5月録音）(RCA Novus) 1987年
- The Window（1987年7月録音）(RCA Novus) 1988年
- マル・ウォルドロンと共同名義, The Super Quartet Live at Sweet Basil（1987年8月録音）(Paddle Wheel) 1987年（「Sweet Basil Jazz Club」 におけるライヴ）
- スティーヴ・ポッツと共同名義, Live in Budapest（1987年10月録音）(West Wind) 1988年（ブダペストにおけるライブ）
- Image（1987年10月録音）(Ah Um) 1989年
- エリック・ワトソンおよびジョン・リンドバーグと共同名義, The Amiens Concert（1987年11月録音）(Amiens) 1987年
- ギル・エヴァンスと共同名義, 『パリ・ブルース』 - Paris Blues（1987年11月、12月録音）(Owl) 1988年
- The Cry（1988年3月録音）(Soul Note) 1999年（CD 2枚組）
- The Door（1988年7月録音）(RCA Novus) 1989年
- 『モア・モンク』 - More Monk（1989年4月録音）(Soul Note) 1991年
- Anthem（1989年6月録音）(RCA Novus) 1990年
- Rushes: Ten Songs from Russia（1989年9月～11月録音）(New Sound Planet) 1990年
- Itinerary（1990年11月録音）(hat ART) 1991年（ウィーンにおけるライブ）
- Remains（1991年4月録音）(hat ART) 1992年
- Live at Sweet Basil（1991年7月録音）(RCA Novus) 1992年（「Sweet Basil Jazz Club」におけるライブ）
- 富樫雅彦と共同名義, 『トワイライト』 - Twilight（1991年11月録音）(Ninety-One) 1992年
- エリック・ワトソンと共同名義, Spirit of Mingus（1991年12月録音）(Freelance) 1992年（パリにおけるライブ）
- Andrea Centazzoと共同名義, Clangs（1992年3月録音）(hat ART) 1993年（ケルンにおけるライブ）
- マル・ウォルドロンと共同名義, Live At Jazz In'It - I Remember Thelonious（1992年6月録音）(Nel Jazz) 1993年（ヴィニョーラにおけるライブ）
- We See（1992年9月1日、2日録音）(hat ART) 1993年（スイスのヴィリザウにおけるライブ）
- エヴァン・パーカー、ロル・コックスヒルと共同名義, Three Blokes（1992年9月25日～27日録音）(FMP) 1994年（ベルリンにおけるライブ）
- Revenue（1993年2月録音）(Soul Note) 1993年
- マル・ウォルドロンと共同名義, Let's Call This... Esteem（1993年5月録音）(Slam) 1993年（オックスフォードにおけるライブ）
- Vespers（1993年7月録音）(Soul Note) 1993年
- Barry Wedgleと共同名義, The Rendezvous（1994年1月録音）(Exit) 1995年
- マル・ウォルドロンと共同名義, Comminique（1994年3月8日、9日録音）(Soul Note) 1997年
- 5 x Monk 5 x Lacy（1994年3月26日録音）(Silkheart) 1997年（ストックホルムにおけるライブ）
- アイリーン・アウビ、フレデリック・ジェフスキーと共同名義, Packet (New Albion) 1995年
- Actuality（1995年4月録音）(Cavity Search) 1995年
- アイリーン・アウビと共同名義, The Joan Miró Foundation Concert（1995年6月8日録音）(Nova Era) 1999年（スペインのバルセロナにおけるライブ）
- 富樫雅彦と共同名義, 『エターナル・デュオ '95』 - Eternal Duo '95（1995年9月8日録音）(Take One) 1996年（「新宿ピット・イン」におけるライブ）
- 『ブルース・フォー・アイダ』 - Blues for Aida（1995年9月10日録音）(Egg Farm) 1996年（深谷市「ホール・エッグ・ファーム」における間章を回想するライブ。CD 2枚組。）
- 『バイ・ヤ』 - Bye-Ya（1996年3月録音）(Freelance) 1996年
- 5人のピアニスト（マリリン・クリスペル、ミシャ・メンゲルベルク、Ulrich Gumpert、Fred Van Hove、Vladimir Miller）との共同名義, Five Facings（1996年4月録音）(FMP) 1996年（「ベルリン芸術アカデミー」におけるライブ）
- Solo: Live At Unity Temple（1997年11月6日録音）(Wobbly Rail) 1998年（イリノイ州「ユニティ・テンプル（英語版）」におけるライブ）
- The Rent（1997年11月30日録音）(Cavity Search) 1999年（CD 2枚組）
- Sands（1998年2月、4月録音）(Tzadik) 1998年
- ラズウェル・ラッドと共同名義, 『モンクス・ドリーム』 - Monk's Dream（1999年6月録音）(Verve/Polydor) 2000年
- 10 of Dukes & 6 Originals（2000年10月15日録音）(Senators) 2002年（深谷市「ホール・エッグ・ファーム」におけるライブ）
  - 富樫雅彦、佐藤允彦と共同名義, 『アピス』 - Apices（2000年10月15日録音）(Studio Songs) 2002年（10 of Dukes & 6 Originals と同日録音）
  - 富樫雅彦、高橋悠治と共同名義, 『富樫雅彦 Steve Lacy 高橋悠治』 - Masahiko Togashi, Steve Lacy and Yūji Takahashi（2000年10月16日録音）(Suigyu) 2000年
- Best Wishes: Live At The Labirinti Sonori Festival 2001（2001年8月録音）(Labirinti Sonori) 2001年（ライブ）
- Materioso Monk's Moods（2001年9月録音）(Onyx JazzClub) 2003年（マテーラにおけるライブ）
- The Holy La（1998年1月、2001年10月26日録音）(Free Lance) 2002年
- Mother Goose（2001年10月30日録音）Bone : a tribute to Steve Lacy, Gent, Belgium, 2003年（ライヴCD付き書籍）
- The Beat Suite（2001年12月録音）(Universal Music Jazz France) 2003年
- アンソニー・コックス、ダニエル・ユメールと共同名義, WORK（2002年5月29日～31日録音）(ATELIER SAWANO) 2003年
- ジョエル・レアンドルと共同名義, One More Time（2002年7月録音）(Leo) 2005年（帰米前のお別れツアーの一環としてブリュッセルにおけるライブ）
- New Jazz Meeting Baden-Baden 2002（2002年12月録音）(hatOLOGY) 2003年（バーデン＝バーデンにおけるライブ。CD 2枚組。）
- November（2003年11月録音）(Intakt) 2010年（チューリッヒにおけるライブ）
- Last Tour（2004年3月録音）(Emanem) 2015年（ボストンにおけるライブ）

### コンピレーション・アルバム
- Scratching the Seventies/Dreams (Saravah) 1996年（CD 3枚組）
- Duets: Associates (Musica Jazz) 1996年
- The Sun（1966年～1973年）(Emanem) 2012年
- Avignon And After Volume 1 (Emanem) 2012年（1972年8月録音のソロと、1974年の録音を抱き合わせ）
  - Avignon And After Volume 2（1972年～1977年）(Emanem) 2014年
- Cycles（1976年～1980年） (Emanem) 2014年
- Free For A Minute（1966年～1972年）(Emanem) 2017年（CD 2枚組）

## 著作（サックス教則本）
- Findings : My Experience with Soprano Saxophone ( CMAP/Éditions Outre Mesure) 1994年（教則本+CD 2枚組）ISBN 2-907891-08-1